# Kreisflügler

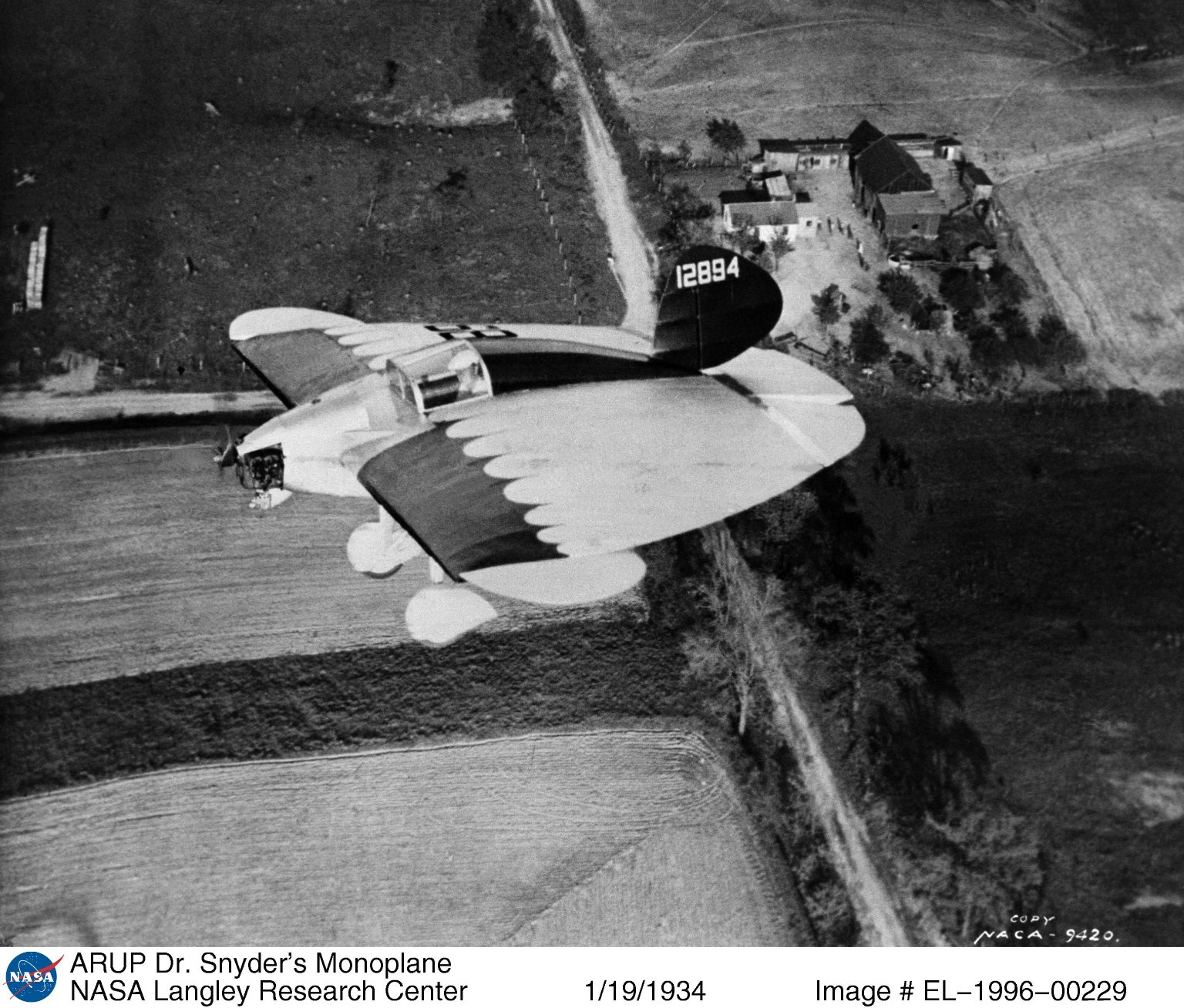
Arup S-2

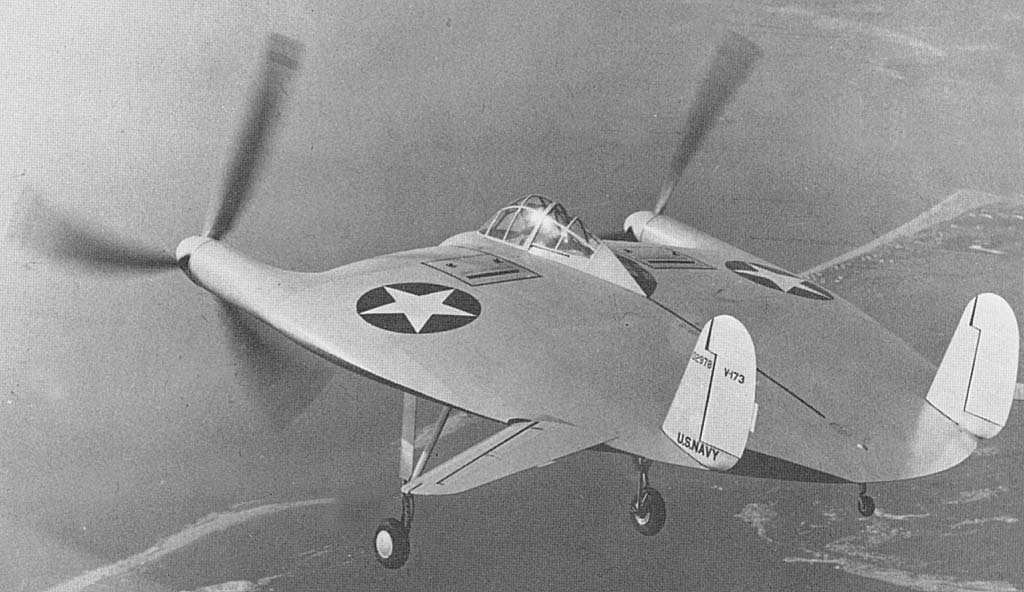
Vought V-173

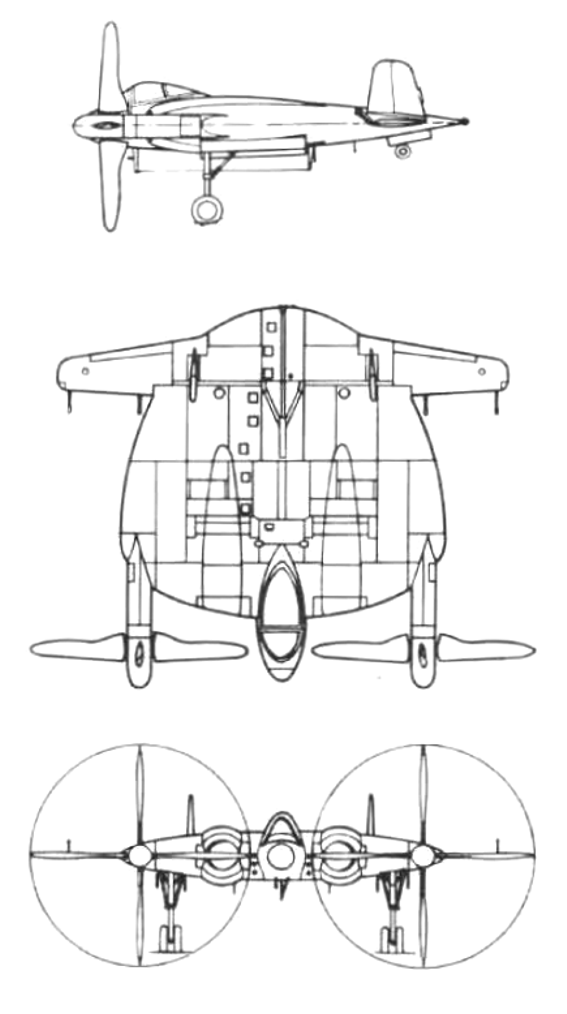
Dreiseitenriss der Vought XF5U

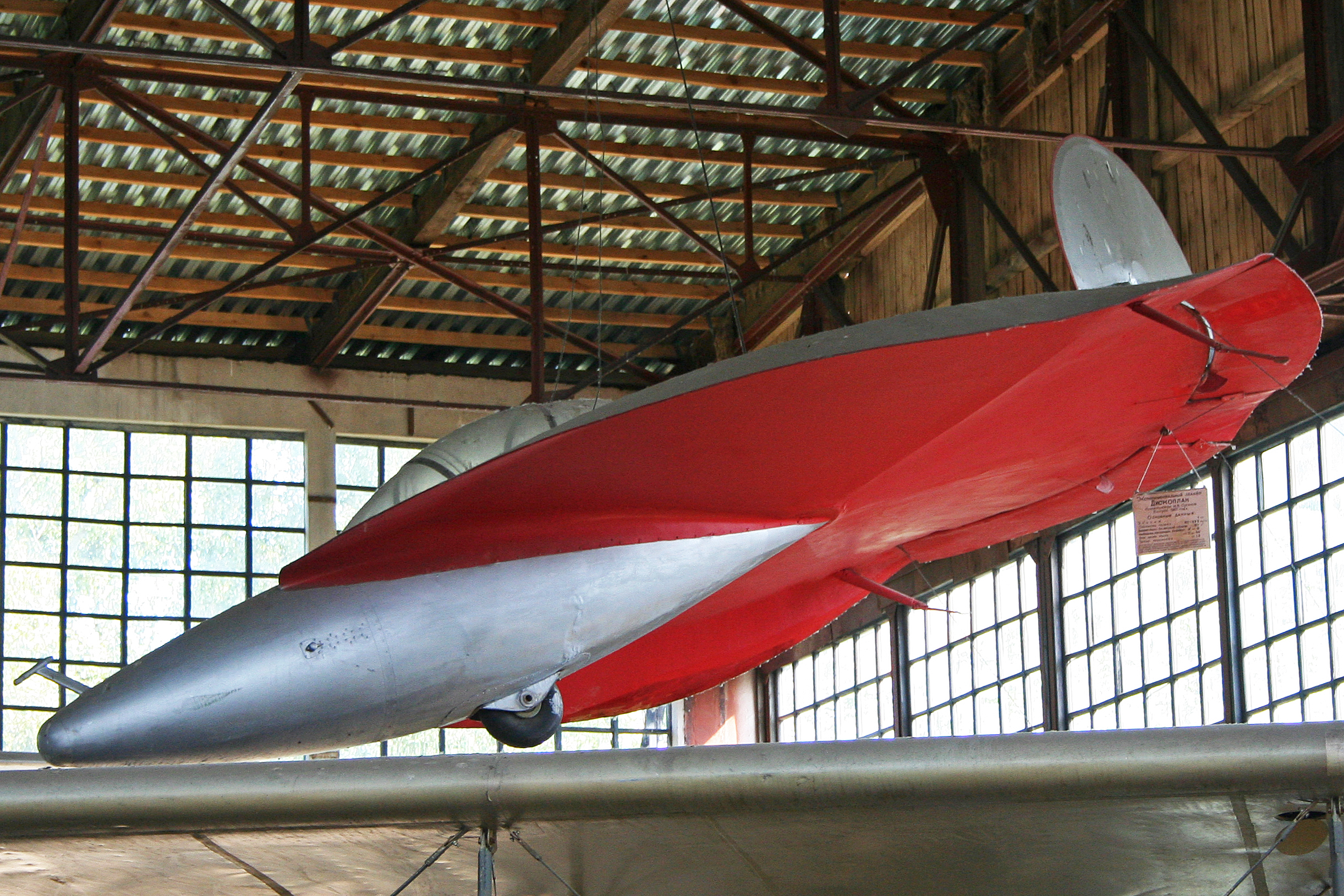
Suchanow Diskoplan 2 in Monino

Kreisflügler sind schwanzlose Flugzeuge mit einer extrem geringen Streckung und einem angenähert kreisförmigen Tragflächengrundriss. Auch Kreisflügler, die einen konzentrischen Ringausschnitt besitzen, wie etwa die Lee-Richards Annular Monoplane, werden zu den Kreisflüglern gerechnet. Ebenfalls zählen Entwürfe mit einer geraden Vorderflügelkante und einem halbkreisförmigen Grundriss zu dieser Kategorie. Den Höhepunkt seiner Verbreitung hatte dieser Flugzeugtyp in den 1930er und 1940er Jahren, moderne Entwürfe nach diesem Konzept sind nicht bekannt. Der Australier David Rowe hat im Selbstbau ein kleines Kreisflugzeug namens UFO (= Useless Flying Object) gebaut und führt es auf Flugtagen vor. Seit 2015 verfügt es auch über ein einziehbares Fahrwerk, was den Eindruck eines UFOs noch verstärkt.
Kreisflügler gehören zu den Fluggeräten extrem geringer Streckung.

## Bekannte Konstruktionen
- Johnson Uniplane
- Lee-Richards Annular Monoplane
- Arup S-1 bis S-4
- Hoffman Monoplane
- Sack AS-6
- Chance Vought V-173
- Chance Vought XF5U
- Suchanow Diskoplan

## Grafische Darstellungen

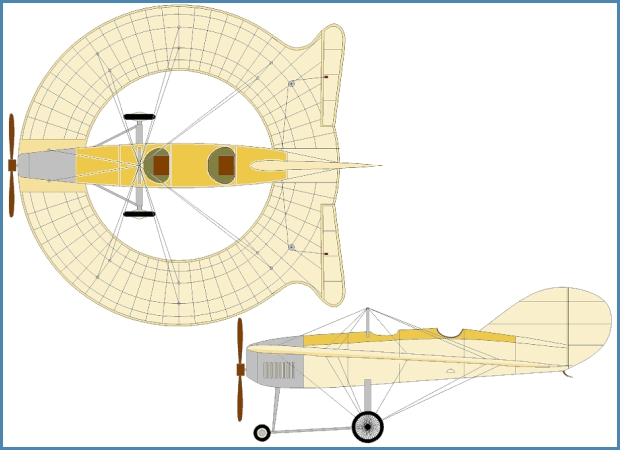
Lee-Richards Annular Monoplane, England 1913
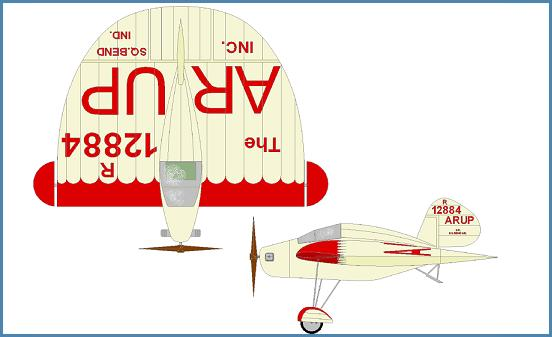
Arup S2, USA 1932
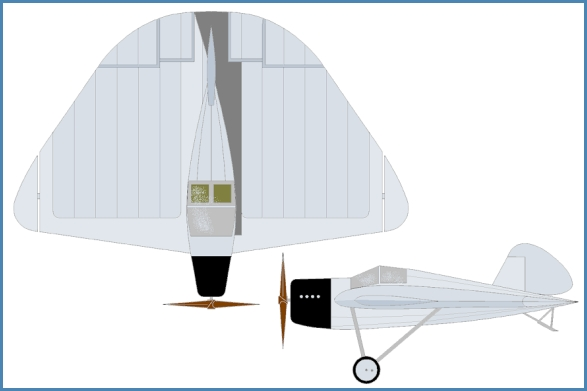
Hoffmann Younghusband Flying Pancake, USA 1934
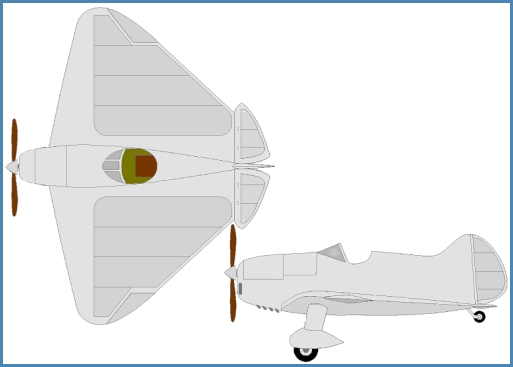
Payen AP10a, Frankreich 1935
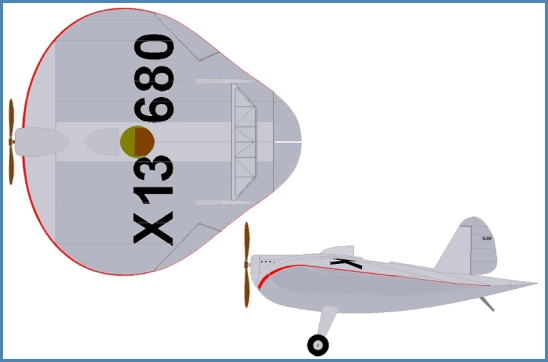
Johnson Uniplane, USA
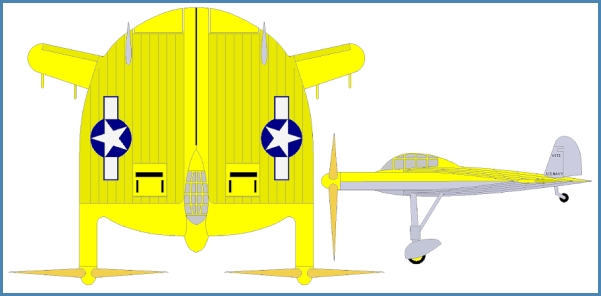
Vought V-173, USA 1942
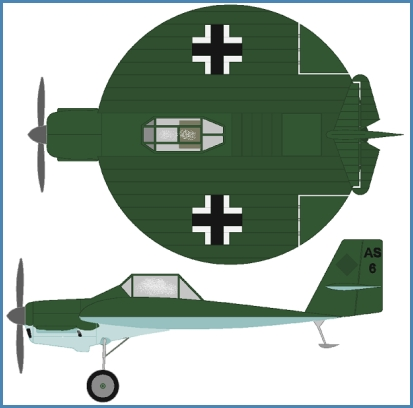
Sack AS-6, Deutschland 1944
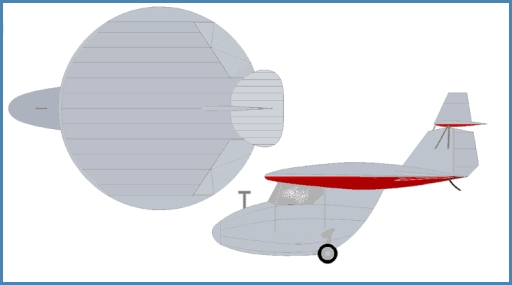
Suchanow Diskoplan 1, UdSSR 1958
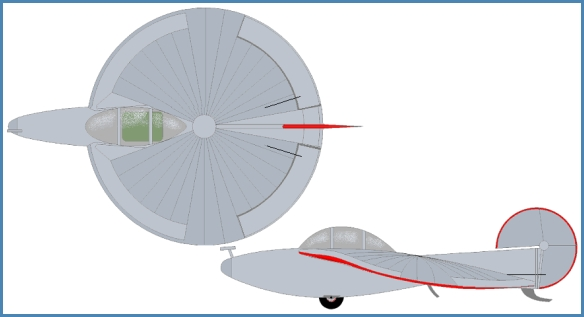
Suchanow Diskoplan 2, UdSSR 1960
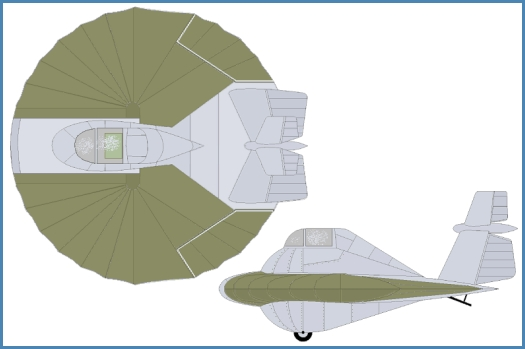
Suchanow Diskoplan 4, UdSSR 1965
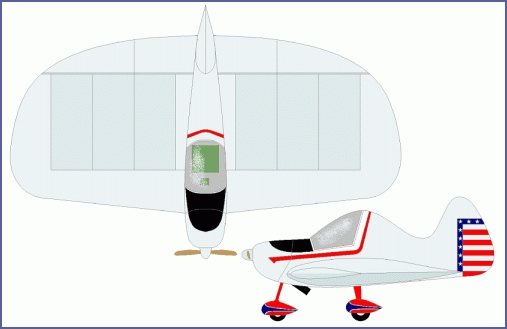
Hatfield Little Bird, USA 1986
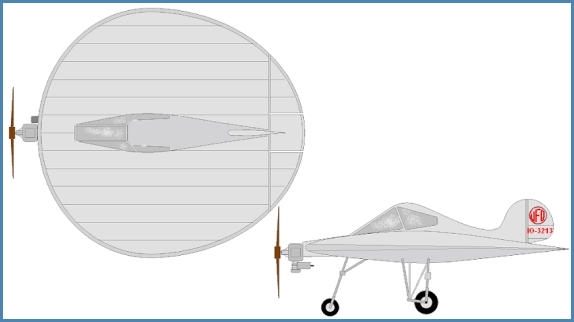
Rowe UFO, Australien 2015